# Martinroda (bei Vacha)
Martinroda (bei Vacha) este o comună din landul Turingia, Germania.
1. ↑  GeoNames